# Chałaimowszczyzna
Chałaimowszczyzna (biał. Халаімаўшчына; ros. Халаимовщина) – wieś na Białorusi, w obwodzie mińskim, w rejonie stołpeckim, w sielsowiecie Wiśniowiec.

## Historia
W dwudziestoleciu międzywojennym leżała w Polsce, w województwie nowogródzkim, w powiecie stołpeckim, w gminie Świerżeń. W 1921 miejscowość liczyła 205 mieszkańców, zamieszkałych w 39 budynkach, w tym 108 Białorusinów i 97 Polaków. 106 mieszkańców było wyznania rzymskokatolickiego i 99 prawosławnego.
Po II wojnie światowej w granicach Związku Sowieckiego. Od 1991 w niepodległej Białorusi.